# 그린플루-에스
그린플루-에스는 대한민국의 녹십자가 개발한 신종플루 백신이다.
2009년 10월 21일, 식품의약품안전청은 녹십자가 대한민국 최초로 자체 개발, 생산한 신종플루 예방백신 `그린플루-에스`를 최종 허가했다. 이로써 대한민국은 미국, 유럽, 호주, 일본 등에 이어 세계 8번째 신종플루 백신의 자체 개발 생산국이 되었다.

## 같이 보기
- H1N1
- 신종 플루